# Филип Жак
Филип Жак (на френски: Philippe Jacq) е френски писател-пътешественик. Известен е най-вече с пътуването си на колело през Северна и Южна Америка и пътуването си пеш от Египет до Испания.

## През Америка с колело
Първото пътуване, с което Филип Жак става известен, е преминаването на двата континента Северна и Южна Америка с велосипеда му, Фидел. Филип тръгва от Аляска, минава през САЩ, Мексико, Еквадор, Перу, Чили и други страни. Цялото му пътуване е пресъздадено в книгата му „Дългият път през Америка“.

## Пеша от Египет до Испания
Второто пътешествие на Филип Жак започва от Синайската планина в Египет и завършва в Сантяго де Компостела в Испания, като Филип минава и по познатия маршрут Ел Кмино. Придвижва се пеш, като тегли след себе си 40-килограмова количка, в която пренася багажа си. Минава през Египет, Йордания, Сирия, Ливан, Турция, Гърция, България, Босна, Хърватия, Словения, Италия, Франция, Испания. Цялото му пътуване е разказано в книгата му „Пътешествие под звездите“.
Гостувал е в България два пъти. Веднъж през 2010 г. и веднъж през 2012 г.